# Dactylobiotus aquatilis
Dactylobiotus aquatilis är en djurart som tillhör fylumet trögkrypare, och som beskrevs av Yang 1999. Dactylobiotus aquatilis ingår i släktet Dactylobiotus och familjen Macrobiotidae. Inga underarter finns listade i Catalogue of Life.